# Saint-Christophe-sur-Guiers
Saint-Christophe-sur-Guiers település Franciaországban, Isère megyében. Lakosainak száma 836 fő (2022. január 1.). Saint-Christophe-sur-Guiers Saint-Laurent-du-Pont, Saint-Pierre-de-Chartreuse, Saint-Pierre-d’Entremont, Corbel, Les Échelles, Saint-Christophe és Entre-deux-Guiers községekkel határos.

## Népesség
A település népessége az elmúlt években az alábbi módon változott:
| Lakosok száma | 442  | 599  | 709  | 766  | 862  | 858  | 838  | 824  | 813  | 836  |
|               | 1968 | 1982 | 1990 | 2006 | 2013 | 2015 | 2017 | 2019 | 2020 | 2022 |